# Karachiya
Karachiya is een census town in het district Vadodara van de Indiase staat Gujarat. 

## Demografie
Volgens de Indiase volkstelling van 2001 wonen er 7732 mensen in Karachiya, waarvan 56% mannelijk en 44% vrouwelijk is. De plaats heeft een alfabetiseringsgraad van 72%. 